# Agostinho Neto
António Agostinho Neto (provincia de Luanda, 17 de septiembre de 1922 ‑ Moscú, 10 de septiembre de 1979) fue un político, médico y poeta angoleño. Fue el primer presidente de Angola desde 1975 hasta 1979, tras liderar el MPLA (Movimiento Popular para la Liberación de Angola) en la guerra de independencia contra Portugal (1961‑1974). Hasta su muerte, dirigió el MPLA en la guerra civil angoleña (1975‑2002). Conocido también por sus actividades literarias, es considerado el poeta preeminente de Angola. Su cumpleaños se celebra como el Día de los Héroes Nacionales, un día festivo en Angola.

## Primeros años
Neto nació en 1922 en la aldea de Caxicane, en la región de Ícolo e Bengo, Angola, era hijo de un pastor metodista. Estudió medicina en las universidades de Coímbra y de Lisboa (ambas en Portugal). En la capital colonial portuguesa, es un habitual en los medios angoleños en el exilio. Neto forma parte de un movimiento que trata de revivir culturas angoleñas tradicionales. Además, es autor de poemas que exaltan la cultura angoleña y participa también en diversos movimientos nacionalistas angoleños, especialmente en los que resultan en la constitución del MPLA (Movimiento Popular para la Liberación de Angola).

## Carrera política

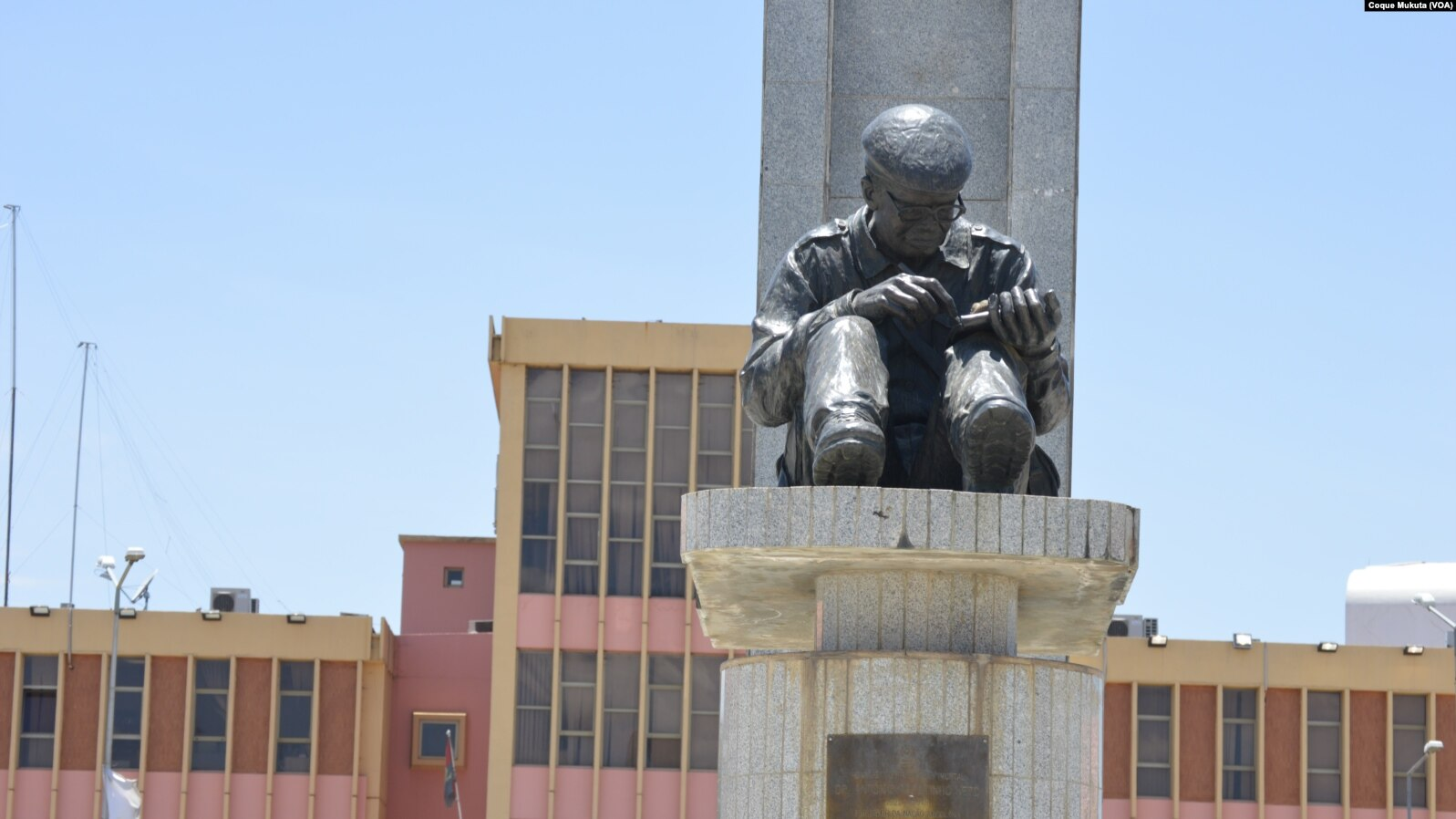
Estatua de bronce de Agostinho Neto en la Praça da Independencia de la ciudad de Huambo (Angola).

Una vez finalizados sus estudios de medicina, Neto volvió a Angola. Su oposición al colonialismo portugués y a la represión militar hizo que fuera condenado a prisión en 1960. Pasó dos años encarcelado en Cabo Verde (por entonces, parte también del Imperio colonial portugués) y en Portugal, pero consiguió escapar y se exilió en Marruecos. Desde allí dirigió el MPLA, movimiento anticolonialista independentista y marxista angoleño.
La Revolución de los claveles en Lisboa en 1974 acabó con el régimen colonial y dictatorial de Marcelo Caetano. La brutal represión del ejército portugués en Angola cesó. Los militares, que llegaron al poder en Lisboa, ofrecieron la independencia a la mayor parte de las colonias portuguesas. Se entablaron conversaciones con los tres movimientos militares más importantes: el FNLA (Frente Nacional de Liberación de Angola), apoyado por Estados Unidos y Francia y la UNITA (Unión Nacional para la Independencia Total de Angola), que recibía, a través de su jefe Jonás Savimbi, respaldo inicial de la República Popular China y después de la República de Sudáfrica; y el MPLA que, por su parte, contaba con el apoyo de todo el bloque soviético. Neto representará al MPLA y firmará los acuerdos de Alvor el 10 de enero de 1975, conforme a los cuales el 31 de enero se nombró un gobierno de transición.

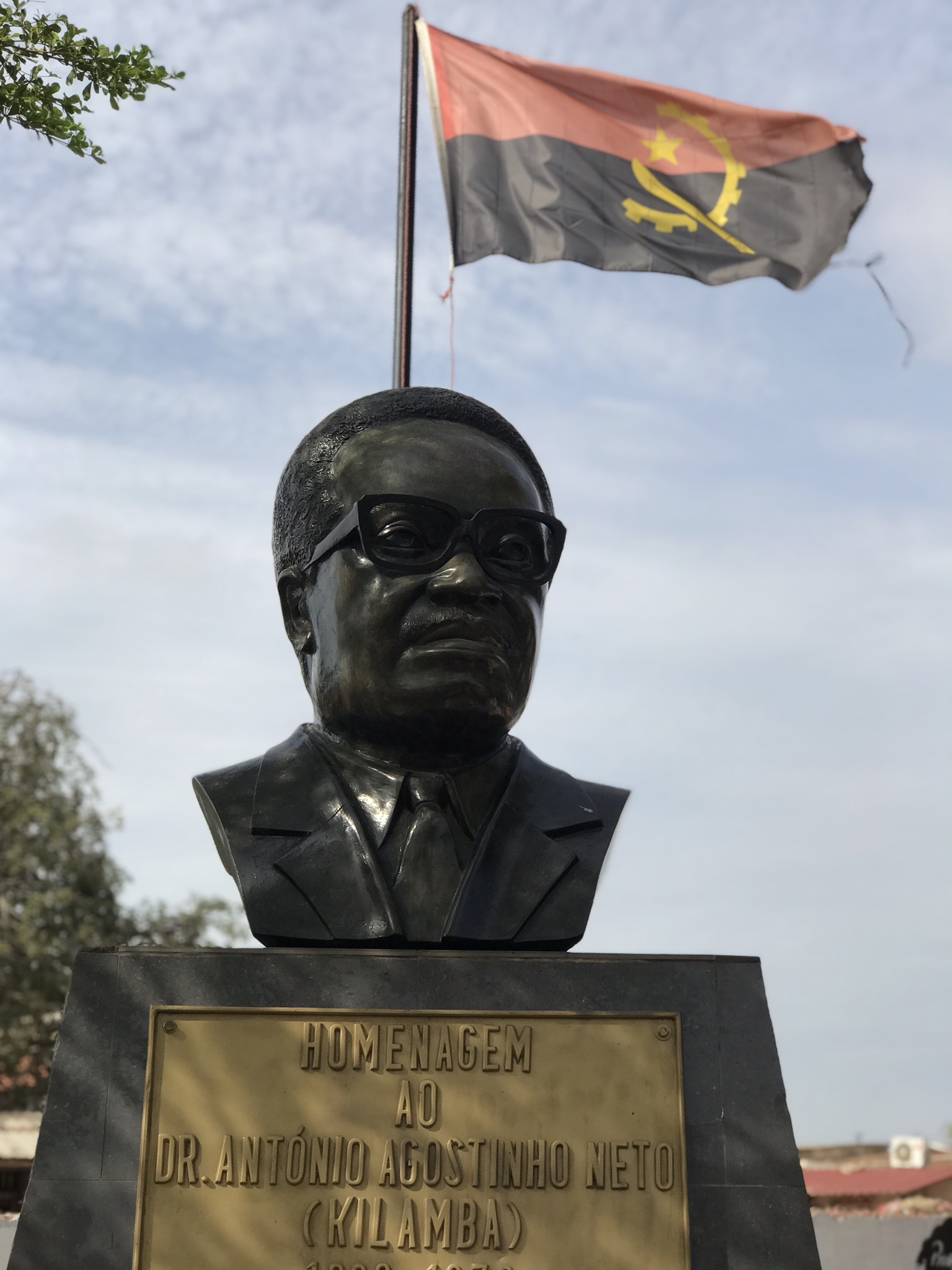
Busto de Agostinho Neto en el centro de Luanda (capital de Angola).

El gobierno provisional se derrumbó el 14 de agosto de 1975 y se inició la guerra civil de Angola. Cada una de las tres facciones controlaba una parte del país y la capital Luanda estaba en manos del MPLA. El 10 de noviembre de 1975, Neto se proclamó presidente de Angola. El 11 de noviembre, Portugal ofreció a Angola la independencia, no a un gobierno sino «al pueblo de Angola». El reconocimiento internacional del régimen comunista del MPLA, a pesar de no controlar inicialmente más que una parte del país, fue bastante rápido. El MPLA se hizo con los mandos del Estado angoleño y creó vínculos militares y económicos muy estrechos con la Unión Soviética y con Cuba, lo que tuvo como consecuencia la presencia de tropas cubanas en Angola.
Durante este período, hubo serios conflictos internos en el MPLA que desafiaron el liderazgo de Agostinho Neto. De estos, el más grave fue el surgimiento, a principios de la década de 1970, de dos tendencias opuestas a la dirección del movimiento, el Levantamiento Activo ―que consistía esencialmente en elementos intelectuales― y el Levantamiento Oriental ―de las fuerzas guerrilleras. ubicado en el este de Angola―. Estas divisiones se superaron en un intrincado proceso de discusión y negociación que terminó con la reafirmación de la autoridad de Agostinho Neto. Ya después de la independencia en 1977, hubo una encuesta dirigida a su liderazgo y la línea ideológica que defendía; este movimiento, oficialmente llamado fraccionismo, fue reprimido.

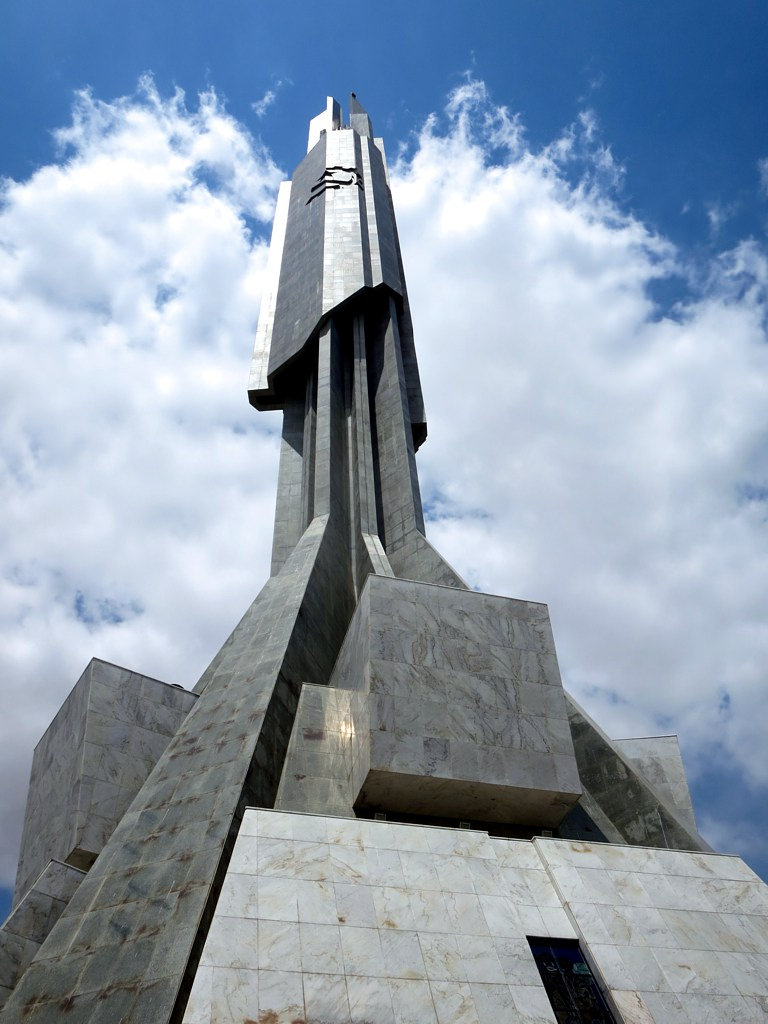
El mausoleo donde descansan los restos de Agostinho Neto en Luanda (Angola).

Antes de su muerte en 1979, el MPLA ya se había consolidado en Angola, reduciendo el FNLA a unas pocas guerrillas, principalmente en el territorio del Zaire, y la UNITA era ineficaz, dependiente de la ayuda militar del régimen de apartheid sudafricano (los chinos le habían retirado su apoyo apenas UNITA empezó a cometer crímenes de guerra contra la población angoleña).
En esas fechas, el presidente Neto disolvió la DISA por las matanzas con base en que varios familiares le mandaron correspondencia preguntando por sus familiares desaparecidos, Neto dijo en una conferencia pública:

Porque no es posible, camaradas, trabajar con una seguridad que ofrece dudas sobre la protección, a nuestros compatriotas y se resiste a nuestra política de clemencia. ¿Cuántas personas se quejan hoy de DISA? Justa o injustamente... Pero se quejan. No pasa una semana sin recibir cartas de familiares diciendo que «mi hijo ha desaparecido». Después, camaradas, no sé qué responderé. ¿Qué voy a decir? ¡Yo soy responsable! Cuando desaparece un hijo, un padre, un abuelo, una mujer, un cuñado, etc., yo soy el responsable. ¿Y que voy a decir? Algunos que están en la cárcel están muy bien allí; es mejor estar ahí que afuera. Pero no todos... Necesitamos resolver esta situación.
Agostinho Neto

## Muerte
Gravemente enfermo de cáncer, Neto fue trasladado a Moscú para ser tratado pese a su postura antisoviética.
Murió el 10 de septiembre de 1979. José Eduardo dos Santos le sucedió como presidente del país y secretario general del MPLA.
A pesar de varios elementos infames de su gobierno, no otorgó ningún privilegio a sus hijos ni su familia tuvo accesos a fondos públicos. Incluso él y su mujer forzaron a sus hijos a vivir en un ambiente de pobreza, para preservar sus principios.
Una de las mayores condecoraciones que entrega Angola lleva su nombre: Orden Agostinho Neto.
A la muerte de Neto, su cuerpo fue embalsamado en Moscú, para ser instalado en un mausoleo en Luanda (capital de Angola).

## Legado

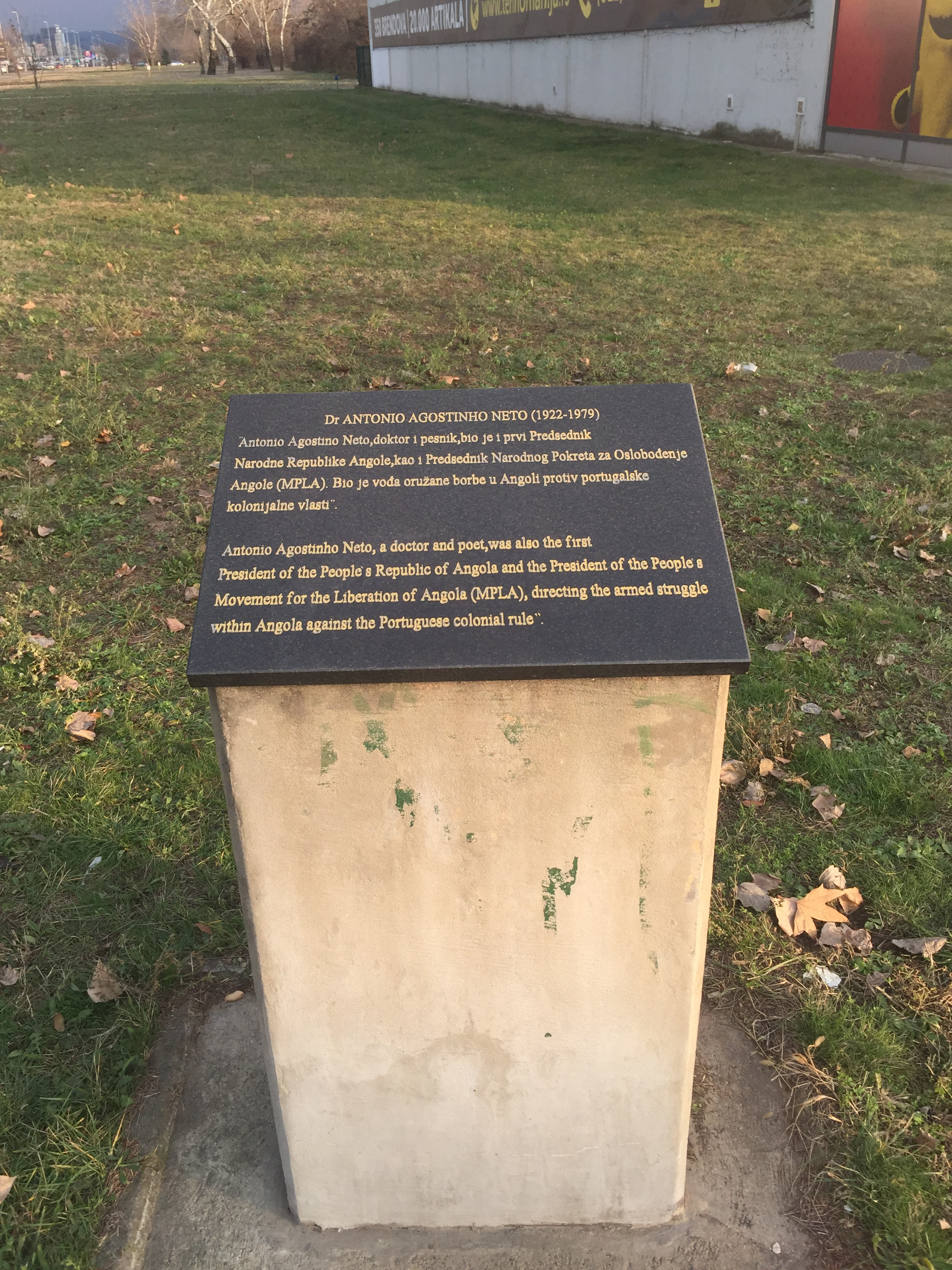
Placa al inicio de la calle Agostina Neta, en Nuevo Belgrado (Serbia).

- Una calle en Nuevo Belgrado en Serbia lleva su nombre, la calle Dr. Agostinho Neto.[2] En el inicio de la calle se encuentra una placa en su honor.

- La universidad pública de Luanda lleva su nombre, Universidad Agostinho Neto.

- En la Praça da Independencia de la ciudad de Huambo (Angola) se erige una estatua de bronce del Dr. Agostinho Neto sentado en el suelo y leyendo.[3]

- El poeta nigeriano Chinua Achebe (1930-2013) escribió en su honor el poema Agostinho Neto.[4]

- El Aeropuerto Agostinho Neto, en la isla de Santo Antão (Cabo Verde) llevó su nombre debido al trabajo que realizó allí como médico mientras estuvo exiliado.[5]

- El principal hospital de Praia (la capital de Cabo Verde) se llama Hospital Agostinho Neto.

- En Praia también hay una morna dedicada a él.[6]

- En Acra (capital de Ghana) hay una calle Agostinho Neto.

- En el Parque de los Próceres Africanos del municipio de Playa, cerca de La Habana (Cuba) se erige un busto de Agostinho Neto.[7]

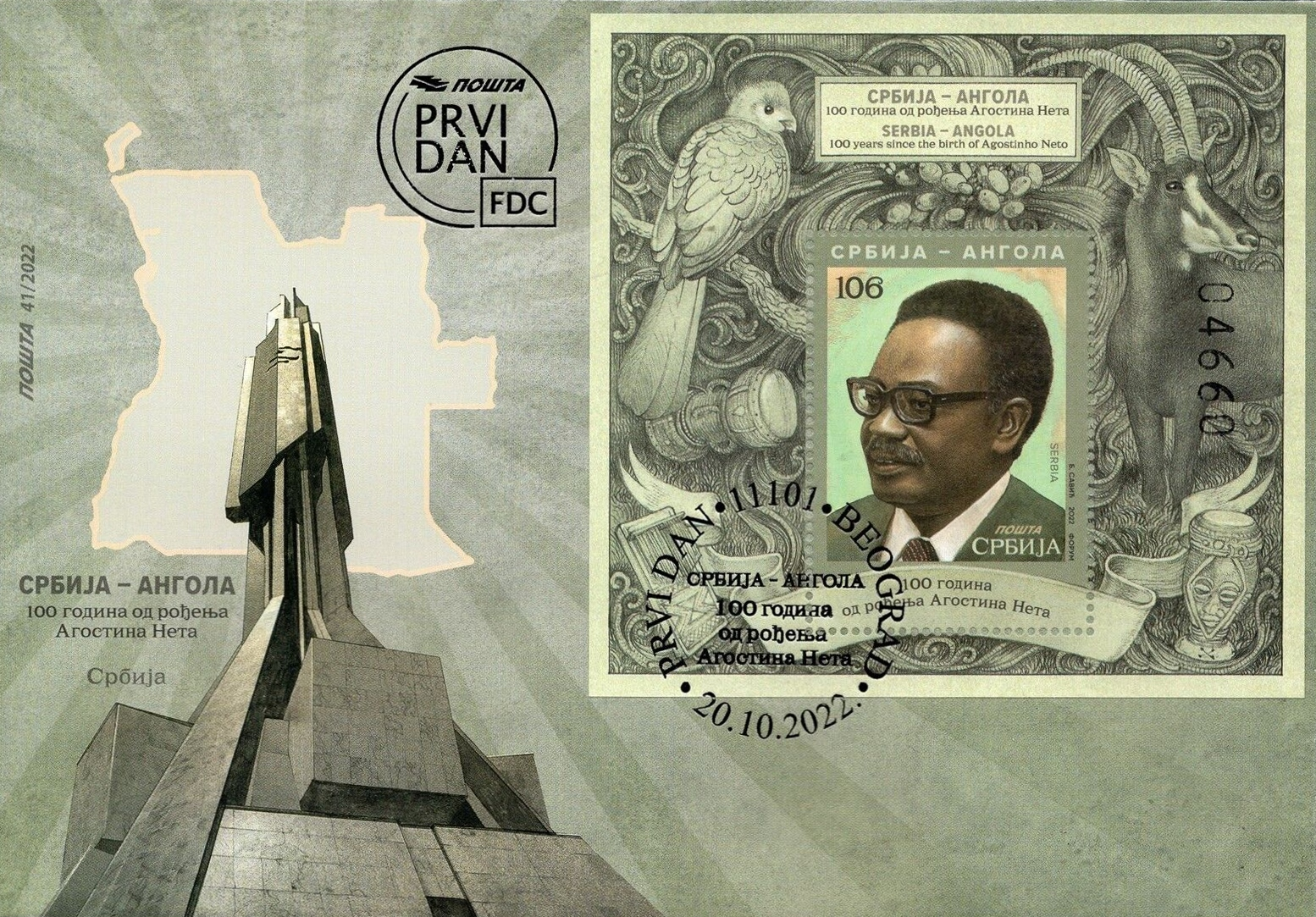
Sello filatélico serbio dedicado a Agostinho Neto.

- Serbia en el año 2022 emitió un sello filatélico con su efigie por los 100 años de su natalicio.

- En 2013, una mujer afroportuguesa de 39 años llamada Mihaela Radkova Marinova afirmó ante medios occidentales que ella era una hija no reconocida de Agostinho Neto. Según ella, su madre (Radka Marinova) habría tenido un amorío con Neto durante una de las pocas visitas de este a la República Popular de Bulgaria. La madre se habría mudado a Lisboa (Portugal), donde Mihaela dice que nació, en febrero de 1974 (sin embargo, no tiene ciudadanía portuguesa sino búlgara). Radka la abandonó en un orfanato, y Mihaela se crio entre varias instituciones lisboetas. En 1992 (a los 18 años) Mihaela tuvo una hija, en 1998 se mudó a Harare (Zimbabue) y se casó con un zimbabuense. En 2013, Mihaela se sometió a una prueba de ADN de la empresa DNA Worldwide Group pero no alcanzó el 99.73 % de confianza requerido por la ley para determinar la paternidad de una persona: Mihaela Marinova obtuvo un 95.04 % de confianza. Por lo tanto, la familia de Neto nunca la reconoció como familiar directa.[8][9]

## Obra literaria
Poesía
- 1957: Quatro poemas de Agostinho Neto. Póvoa do Varzim (Portugal): sin nombre de editorial, 1957.
- 1961: Poemas. Lisboa (Portugal): Casa dos Estudantes do Império, 1961.
- 1974: Sagrada esperança (incluye los poemas de los dos primeros libros). Lisboa (Portugal): Sá da Costa, 1974.
- 1980: Poemas de Angola, traducidos al español por Pedro de Lima y Aníbal Arias. Cali (Colombia): Universidad Libre, 1980.
- 1982: A renúncia impossível. Luanda (Angola): INALD (edición póstuma), 1982.

Política
- 1974: ¿Quem é o inimigo... qual é o nosso objectivo?
- 1976: Destruir o velho para construir o novo.
- 1980: Ainda o meu sonho.

| Predecesor: Puesto creado | Presidente de la República Popular de Angola 1975-1979 | Sucesor: Lúcio Lara (interino) |